# 芭里昌祖
芭里昌祖，西夏大臣，党项人。
夏仁宗时，芭里昌祖与弟芭里庆祖的散官阶都是武功大夫。天盛十五年（1163年）正月，他与宣德郎扬彦敬出使金朝贺正旦。天盛十九年（1167年），官至殿前太尉。受命与枢密都承旨赵衍赴金朝求医，为国丈任得敬治病。乾祐元年（1170年）八月，任得敬想要分裂夏国，将仁宗安置在瓜沙，金朝助仁宗诛杀任得敬。十一月，仁宗派遣芭里昌祖与枢密直学士高岳赴金，奉表称谢。